# Campeonato Panamericano de Judo de 1952
El I Campeonato Panamericano de Judo se celebró en La Habana (Cuba) el 8 de octubre de 1952 bajo la organización de la Unión Panamericana de Judo.
En total se disputaron cuatro pruebas diferentes, todas ellas en la categoría masculina.

## Resultados

### Masculino
| Evento            | Oro                       | Plata                        | Bronce |
| ----------------- | ------------------------- | ---------------------------- | ------ |
| 1.er kyu          | Vahakn Paladian Argentina | L. Furukawa Estados Unidos   | —      |
| 1.er dan          | Raúl Rodríguez Argentina  | R. Balhatchet Estados Unidos | —      |
| 2.º dan           | Reynaldo Forti Argentina  | F. Houbbard Estados Unidos   | —      |
| Categoría abierta | John Osako Estados Unidos | H. Okamura Estados Unidos    | —      |

## Medallero
| Núm. | País           | Oro | Plata | Bronce | Total |
| ---- | -------------- | --- | ----- | ------ | ----- |
| 1    | Argentina      | 3   | 0     | 0      | 3     |
| 2    | Estados Unidos | 1   | 4     | 0      | 5     |
|      | TOTAL          | 4   | 4     | 0      | 8     |